# Escultura

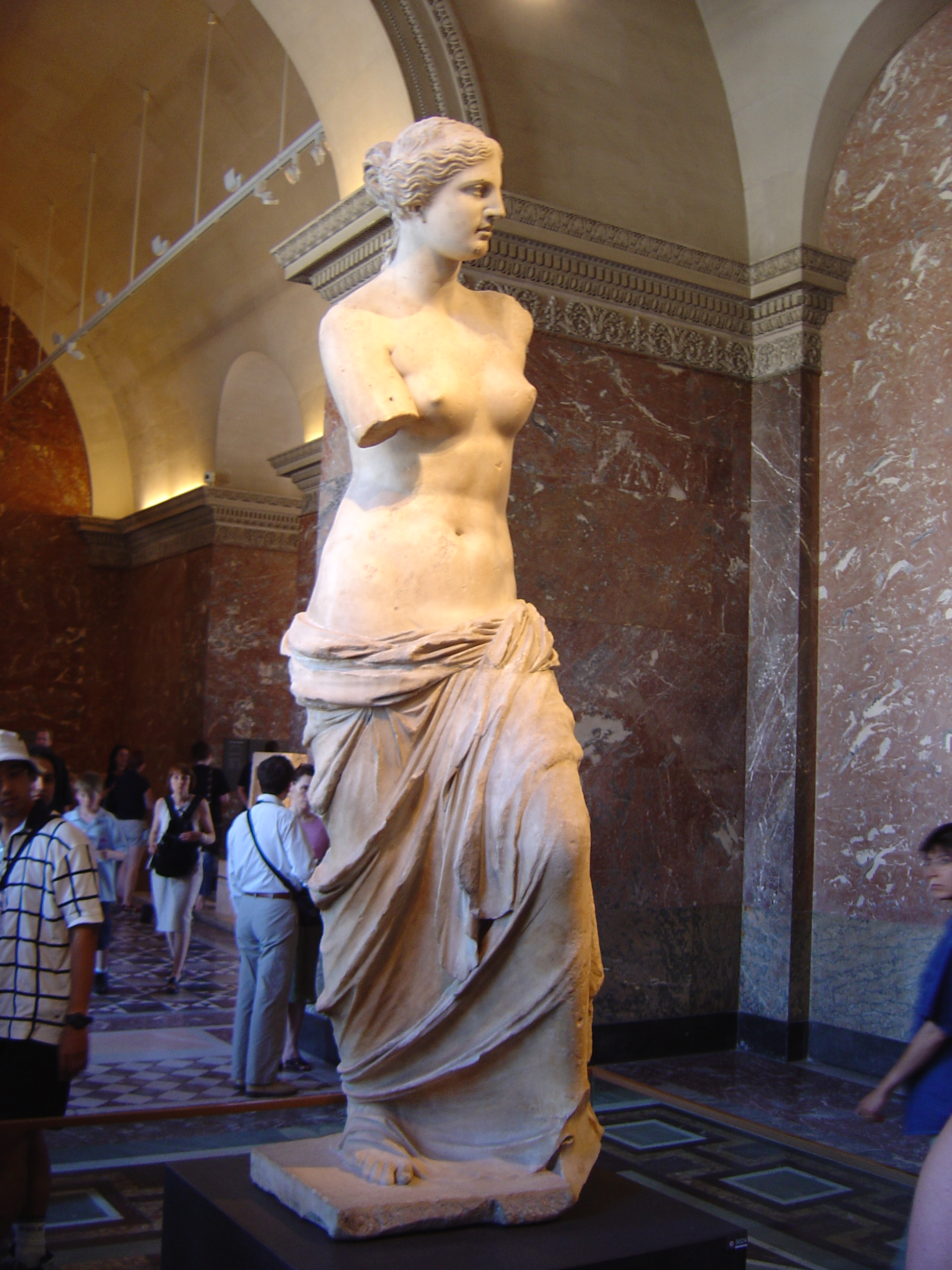
Vénus de Milo, Louvre.

Escultura é uma arte que representa ou ilustra imagens plásticas em relevo total ou parcial. Existem várias técnicas de trabalhar os materiais, como a cinzelação, a fundição, a moldagem ou a aglomeração de partículas para a criação de um objeto.
Vários materiais se prestam a esta arte, uns mais perenes como o bronze ou o mármore, outros mais fáceis de trabalhar, como a argila, a cera ou a madeira.
Embora possam ser utilizadas para representar qualquer coisa, ou até coisa nenhuma, tradicionalmente o objetivo maior foi sempre representar o corpo humano, ou a divindade numa forma antropomórfica. É considerada a quarta das artes clássicas.

## Técnicas, formas e materiais utilizados
Através da maior parte da história, permaneceram as obras dos artistas que utilizaram-se dos materiais mais perenes e duráveis possíveis como a pedra (mármore, pedra calcária, granito) ou metais (bronze, ouro, prata). Ou que usavam técnicas para melhorar a durabilidade de certos materiais (argila, terracota) ou que empregaram os materiais de origem orgânica mais nobres possíveis (madeiras duráveis como ébano, jacarandá, materiais como marfim ou âmbar). Mas de um modo geral, embora se possa esculpir em quase tudo que consiga manter por pelo menos algumas horas a forma idealizada (manteiga, gelo, cera, gesso, areia molhada), essas obras efêmeras não podem ser apreciadas por um público que não seja coevo.
A escolha de um material normalmente implica a técnica a se utilizar. A cinzelação, quando de um bloco de material se retira o que excede a figura utilizando ferramentas de corte próprias, para pedra ou madeira; a modelagem, quando se agrega material plástico até conseguir o efeito desejado, para cera ou argila; a fundição, quando se verte metal quente em um molde feito com outros materiais.
Modernamente, novas técnicas, como dobra e solda de chapas metálicas, moldagens com resinas, betão armado ou plásticos, ou mesmo a utilização da luz coerente para dar uma sensação de tridimensionalidade, tem sido tentadas e só o tempo dirá quais serão perenes.
Através do tempo, algumas formas especificas de esculturas foram mais utilizadas que outras: O busto, espécie de retrato do poderoso da época; a estátua equestre, tipicamente mostrando um poderoso senhor em seu cavalo; Fontes de água, especialmente em Roma, para coroar seus fabulosos aquedutos e onde a água corrente tinha um papel a representar; estátua, representando uma pessoa ou um deus em forma antropomórfica; Alto ou Baixo-relevo, o modo de ilustrar uma história em pedra ou metal; mobiliário, normalmente utilizado em jardins.

## A escultura pelo mundo

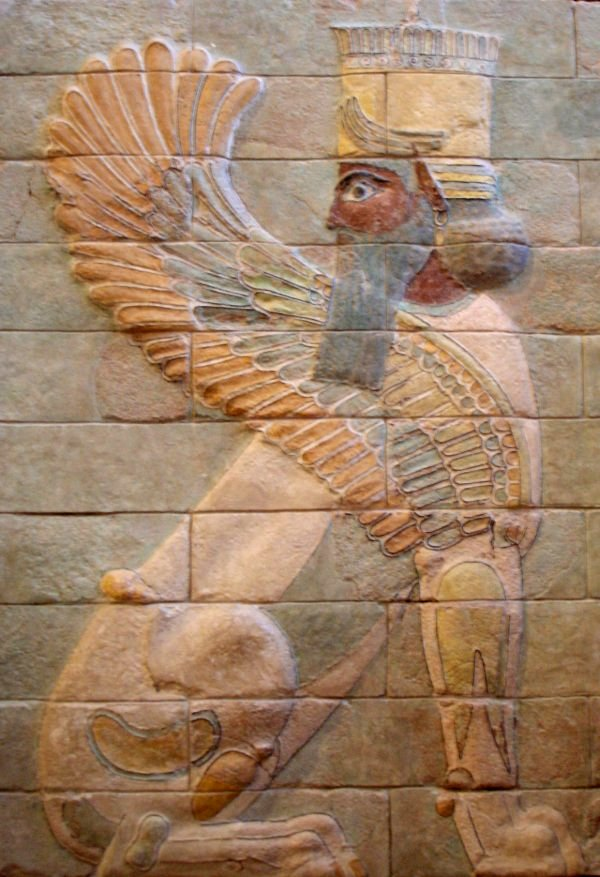
Esfinx em tijolo policromado de Dario I o Grande, ao palácio Real de Susa (Irão)

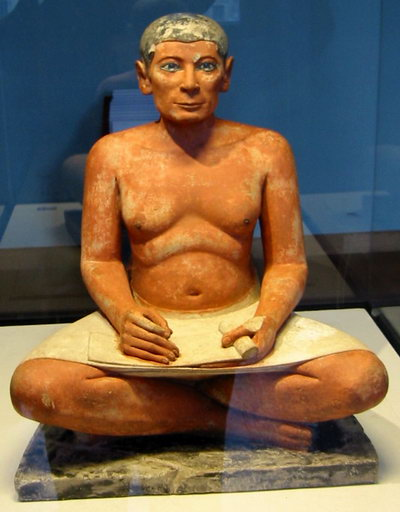
Escriba do Louvre, pedra calcária policromada, da dinastia V, a Saqqara (Museu do Louvre)

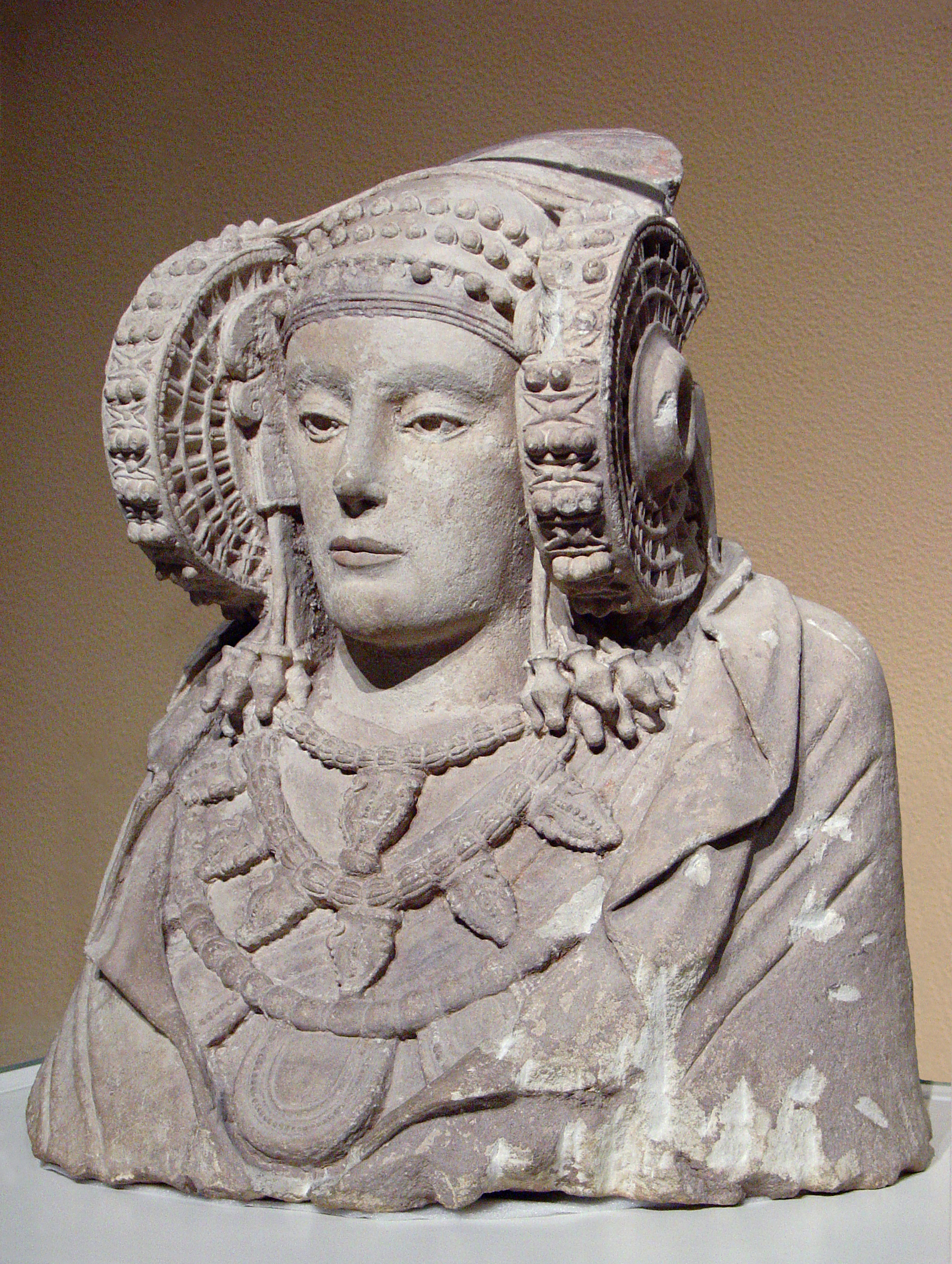
Dama de Elche (Museu Arqueológico Nacional de Espanha)

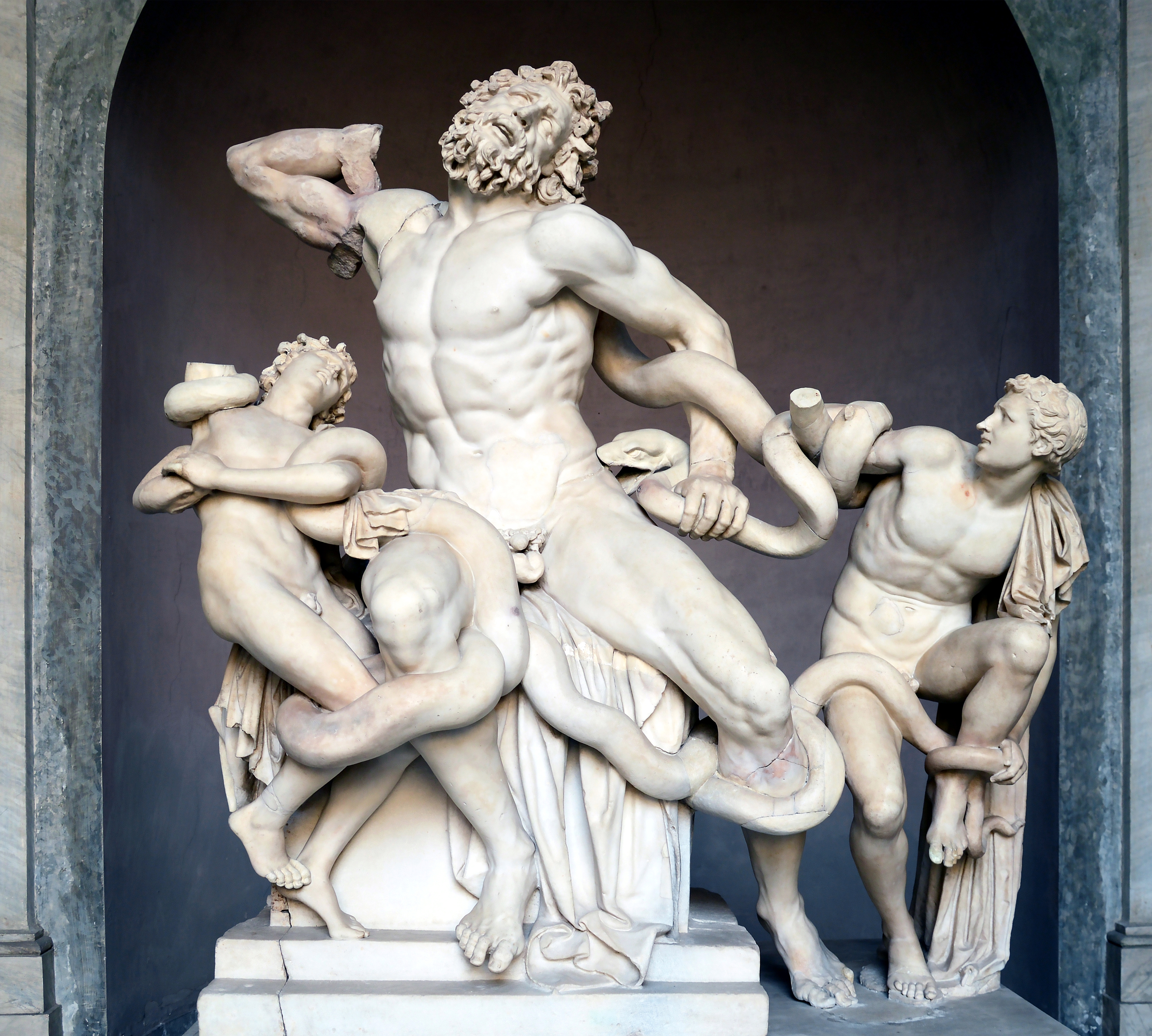
Laocoont e os seus filhos do período helenístico (Pius-Clementí dos Museus Vaticanos)

Na Mesopotâmia, devido à escassez de pedras, a escultura fazia-se fundamentalmente com argila; nas escavações de Ur (4000 a.C.) encontraram-se várias pequenas estátuas deste material. Os sumérios desenvolveram e difundiram a outras civilizações o uso do tijolo, no qual se esculpia um relevo e depois se esmaltava. Alguns exemplos bem representativos são os que enfeitam os palácios, bem como as superfícies sepulcrais persas do palácio de Persèpolis e o Fris dos arqueiros, uma obra em tijolo esmaltado presente no Palácio Real de Susa (404-359 a.C.). Ao antigo Egito empregaram-se materiais mais duradouros, como a pedra. Os egípcios chegaram a criar esculturas altamente aperfeiçoadas que permaneceram inalteráveis durante muitos séculos. Representavam divindades, faraós e outras personagens importantes; também faziam, todavia, pequenas peças de figuras nas quais ficavam refletidos os trabalhos domésticos. Muitas destas obras encontraram-se nas câmaras sepulcrais.
Da arte púnica e greco-púnica conservam-se muitas estátuas, em general femininas, e bustos de lamozida, juntamente com uma diversidade de amuletos de marfim e de metal descobertas nas necròpolis de Ibiza e Formentera; calcula-se que as mais antigas são do século VIII  a.C., e acredita-se que foi fabricado posteriormente à dominação romana. Com respeito à escultura ibera, as obras encontradas são de pedra e bronze e provêm de três grandes áreas do sul, centro e o levante da península Ibéria: destaca o busto de pedra da Dama de Elche, de inspiração grega.
A estatuária arcaica era principalmente religiosa. Os templos decoravam-se com imagens dos deuses, das suas gestes e batalhas, e as figuras eram pouco realistas. As korai ou koúroi não são retratos de pessoas concretas; aos rostos punha-se-lhes um sorriso fictício, um gesto facial conhecido no mundo da arte como «sorriso arcaico». Deste período destacam o Chefe de Dipiló, fragmento de uma estátua colossal de mármore do século VI  a.C., e o Chefe de Rampin (c.560 a.C.) obra posterior que apresenta um tratamento mais próximo ao naturalismo. A escultura grega conseguiu um elevado grau de perfeição, qualidade que impulsionada pela busca de uma melhor expressão da beleza da figura humana; chegaram a estabelecer um cânon com proporções consideradas «perfeitas». Infortunadamente, o Auriga de Delfos, o casal dos Guerreiros de Riace junto com a do Deus do nenhum Artemísion fazem parte das poucas esculturas gregas em bronze que permanecem completas. Um dos artistas mais significativos do período clássico foi Praxíteles, autor do Hermes com Dionís menino. Durante o período helénico observa-se que na criação de esculturas há uma clara intenção de intensificar o movimento e acentuar as emoções, tal como se pode observar ao conjunto escultórico de Laocoont e os seus filhos.
A escultura etrusca (século IX  a.C.-E a.C.) derivava da arte grega, ainda que também criassem obras com características próprias. A estatuária vinculada aos contextos fúnebres é, pelo contrário, a produção etrusca mais abundante; o material de eleição, regra geral, era a terracota, como no célebre Sarcófago dos esposos. Posteriormente, a escultura romana recebeu a influência da etrusca e da grega, e os artistas romanos chegaram a fazer numerosas cópias de obras gregas. Cabe destacar as esculturas comemorativas como as da Coluna de Trajà (114), onde se narram várias batalhas numa espiral contínua que ocupa toda a superfície da coluna, ou a Estátua eqüestre de Marco Aurélio. Um dos tipos de escultura que mais desenvolveram, mas, seriam os retratos, obras realistas com um marcado carácter psicológico que se criaram em todo o Império Romano.

### Índia

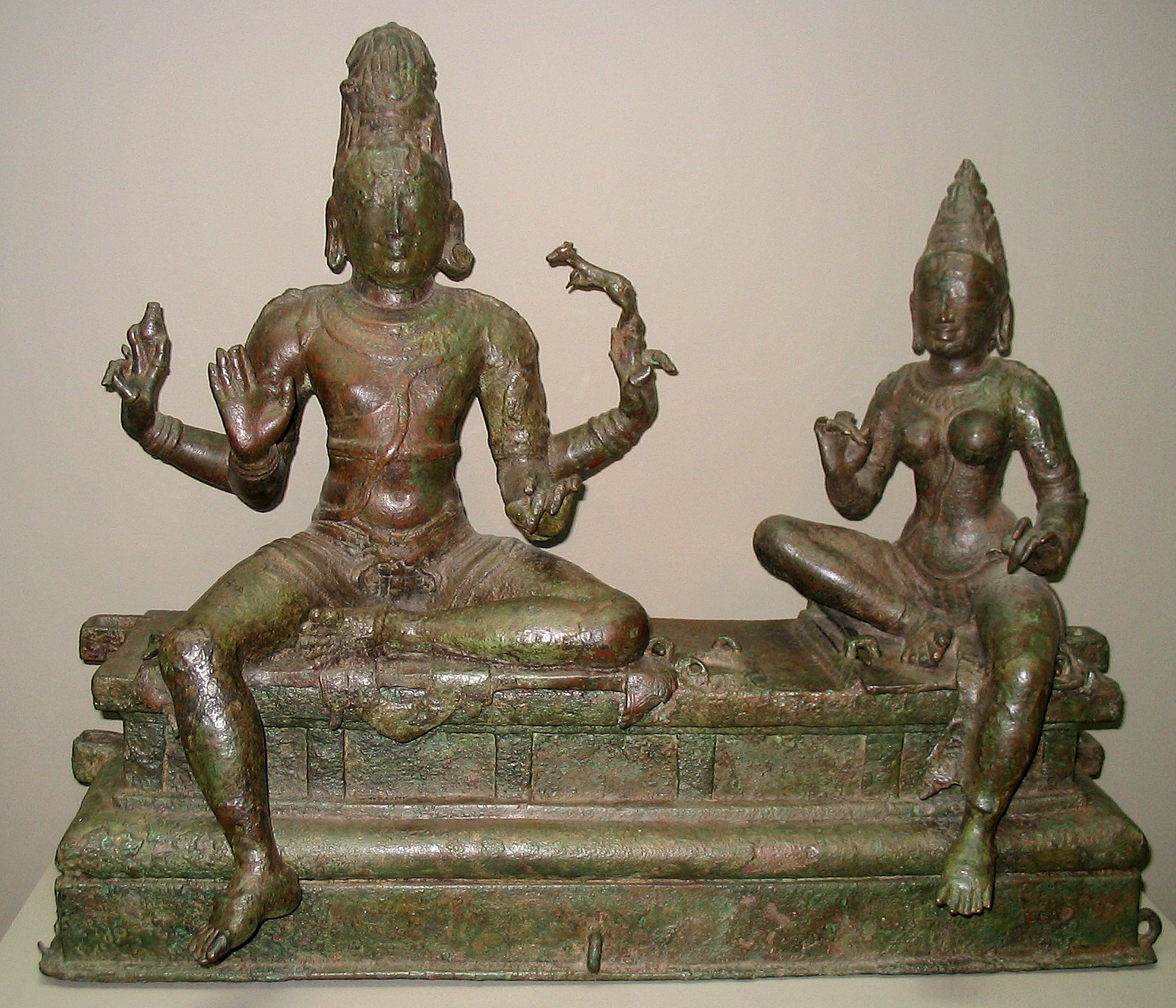
Imagem de Shiva, em bronze.

As primeiras esculturas na Índia são atribuídas à civilização do vale do Indo, onde trabalhos em pedra e bronze foram descobertos, sendo uma das mais antigas esculturas do mundo. Mais tarde, com o desenvolvimento do hinduismo, do budismo, e do jansenismo, esta região produziu alguns dos mais intricados e elaborados bronzes. Alguns santuários, como o de Ellora, apresentam grandes estátuas esculpidas diretamente na rocha. Durante o século II a.C. no noroeste da Índia, onde hoje é o Paquistão e o Afeganistão, as esculturas começaram a representar passagens da vida e os ensinamentos de Buda. Embora a Índia tivesse uma longa tradição de esculturas religiosas, Buda nunca tinha sido representado na forma humana antes, apenas por símbolos. Este fato reflete já uma influência artística persa e grega na região. A Índia influenciou ainda, através do budismo, boa parte da Ásia, como as existentes na localidade de Angkor, no Camboja.

### China

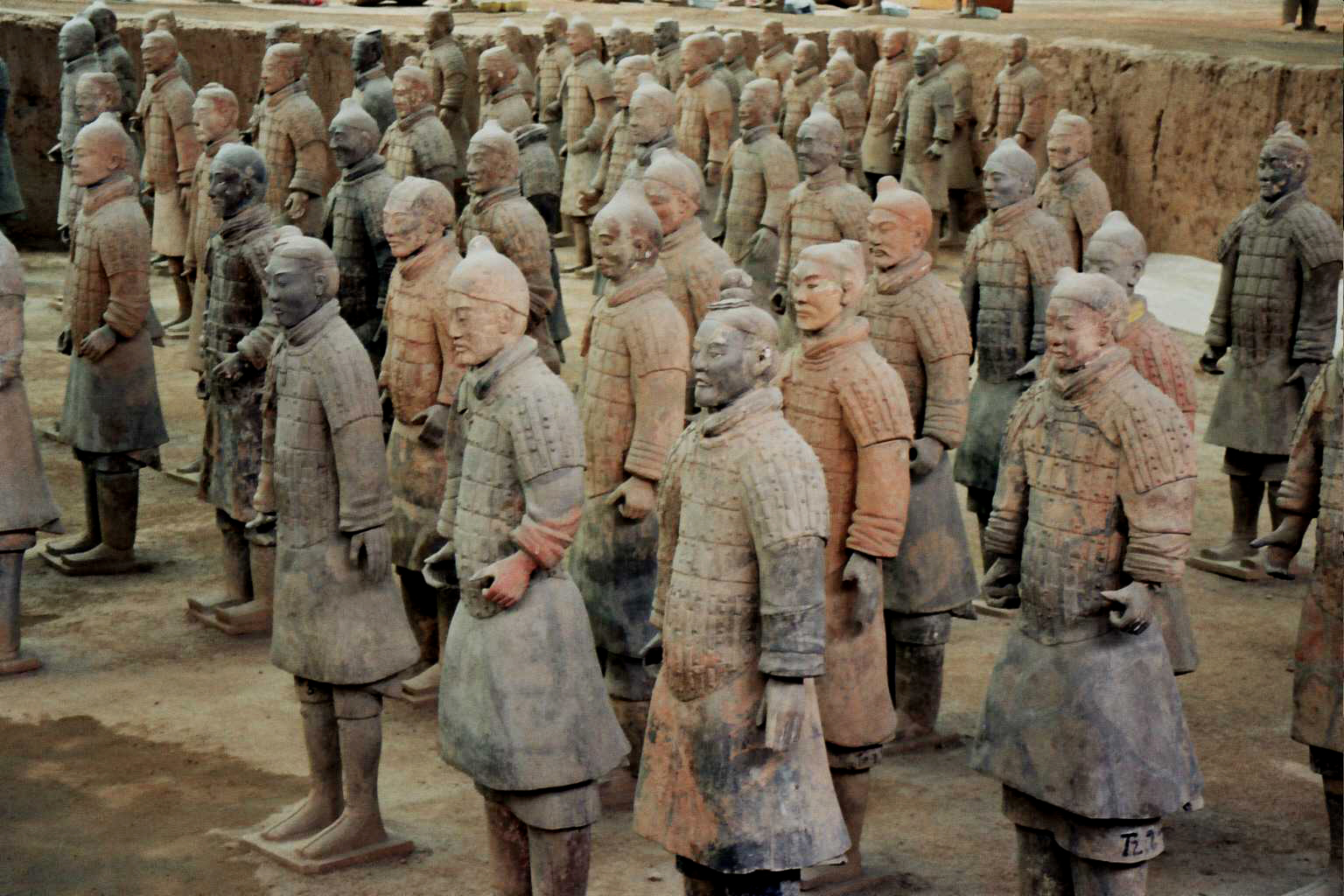
Alguns dos guerreiros do Exército de terracota de Xian.

Artefactos chineses datam do século X a.C., mas alguns períodos selecionados tiveram destaque: Dinastia Zhou (1050-771 a.C.) produziu alguns intrincados vasos em bronze fundido; Dinastia Han (206-220 a.C.) apresentou o espectacular Exército de terracota de Xian, em tamanho natural, defendendo a tumba do imperador; As primeiras esculturas de influência budista aparecem no período dos Três reinos (século III); Dinastia Wei (séculos V e VI) nos dá a escultura dos Gigantes grotescos, reconhecidas por suas qualidades e elegância. O período considerado a idade de ouro da China é a Dinastia Tang, com suas esculturas budistas, algumas monumentais, considerados tesouros da arte mundial.
Após este período a qualidade da escultura chinesa caiu muito. É interessante notar que a arte chinesa não tem nus, como é comum na arte ocidental, à exceção de pequenas estátuas para uso dos médicos tradicionais. Também tem poucos retratos, exceto nos mosteiros, onde eram mais comuns. E nada do que se produziu após a Dinastia Ming (após o século XVII) foi reconhecido como bom pelos museus e colecionadores de arte. No século XX a influência do realismo socialista de origem soviética arruinou o que restava da arte chinesa. Espera-se que o ressurgimento e abertura para o mundo ocidental traga a arte chinesa ao seu lugar de mérito.

### Japão

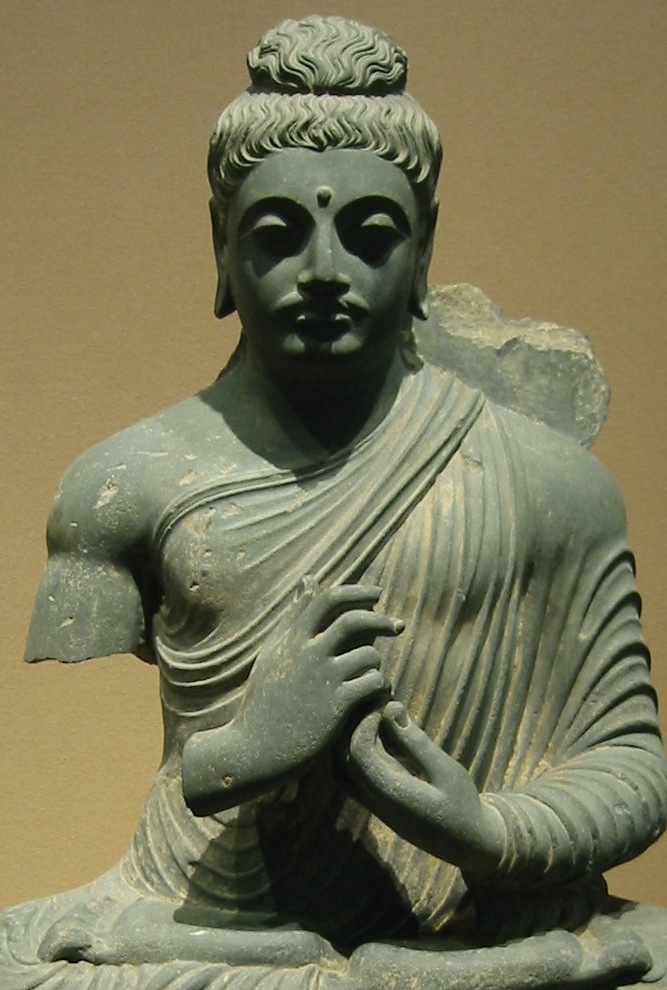
Imagem de Buda.

Os japoneses faziam muitas estátuas associadas a religião, a maioria sob patrocínio do governo. Notáveis foram as chamadas ‘’haniva’’, esculturas em argila colocadas sobre tumbas, no período ‘’Kofun’’. A imagem em madeira do século IX de ‘’Shakyamuni’’, um Buda histórico é a típica escultura da era ‘’Heian’’, com seu corpo curvado, coberto com um denso drapeado e com uma austera expressão facial. A escola Key criou um novo estilo, mais realista.

### Américas
Existem poucos exemplares de esculturas pré-colombianas no continente americano, entre elas as famosas estátuas da Ilha de Páscoa, algumas esculturas, principalmente em alto-relevo, decorando edificações Maia e Asteca do Peru ao México e algumas peças primitivas em madeira ou argila, geralmente com significado religioso, dos povos nativos de toda América.
No restante, só se começou a produzir arte a partir do século XVI, já sob influência do Barroco, com destaque para imagens religiosas em madeira, terracota e pedra macia nos locais de influência católica. Nos países de religião protestante, por sua maior resistência ao uso religioso de imagens, foi mais tardio o aparecimento de artistas, entrando diretamente no Neoclássico por influência da cultura europeia. A partir daí, com a facilidade de transporte e comunicações, a arte nas Américas ficou muito semelhante à desenvolvida na Europa.
A escultura popular em argila do Nordeste brasileiro, as obras em madeira e argila dos povos da Amazônia, figuras religiosas em todas as regiões católicas da América também possuem sua relevância no contexto atual.

### África
A arte da África tem uma ênfase especial pela escultura, especialmente em ébano e outras madeiras nobres. Além das divindades antropomórficas, tem especial interesse as máscaras rituais. As esculturas mais antigas são da cultura de Noque (cerca de 500 a.C.), no território onde atualmente se encontra a Nigéria.

### Antigo Egito
A escultura no Antigo Egito visava dar uma forma física aos deuses e seus representantes na terra, os faraós. Regras rígidas deviam ser seguidas: homens eram mais escuros que mulheres; as mãos de figuras sentadas deveriam estar nos joelhos; e cada deus tinha suas regras especificas de representação. Por esse motivo, poucas modificações ocorreram em mais de três mil anos, embora tivessem resultado em peças maravilhosas como a cabeça de Nefertiti ou a máscara mortuária de Tutancâmon.

### Europa

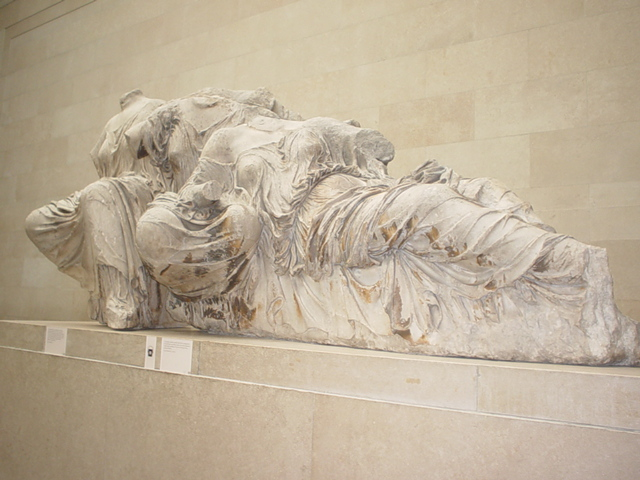
Uma amostra dos mármores de Elgin.

A Grécia clássica é com certeza o berço ocidental da arte de esculpir, desde seus primeiros artefatos a partir do século X a.C., em mármore ou bronze, até o apogeu da era de Péricles (século V a.C.), com as esculturas da Acrópole de Atenas. Foi também quando alguns escultores começaram a receber reconhecimento individual, como Fídias. Produziu obras ímpares, como a Vitória de Samotrácia, os mármores de Elgin ou a Vénus de Milo.
A partir dos gregos, os romanos, depois de um começo na tradição etrusca, abraçaram a cultura clássica e continuaram a produzir esculturas até o fim do império, numa escala monumental e numa quantidade impressionante, espalhando principalmente o trabalho em mármore por todo o império.

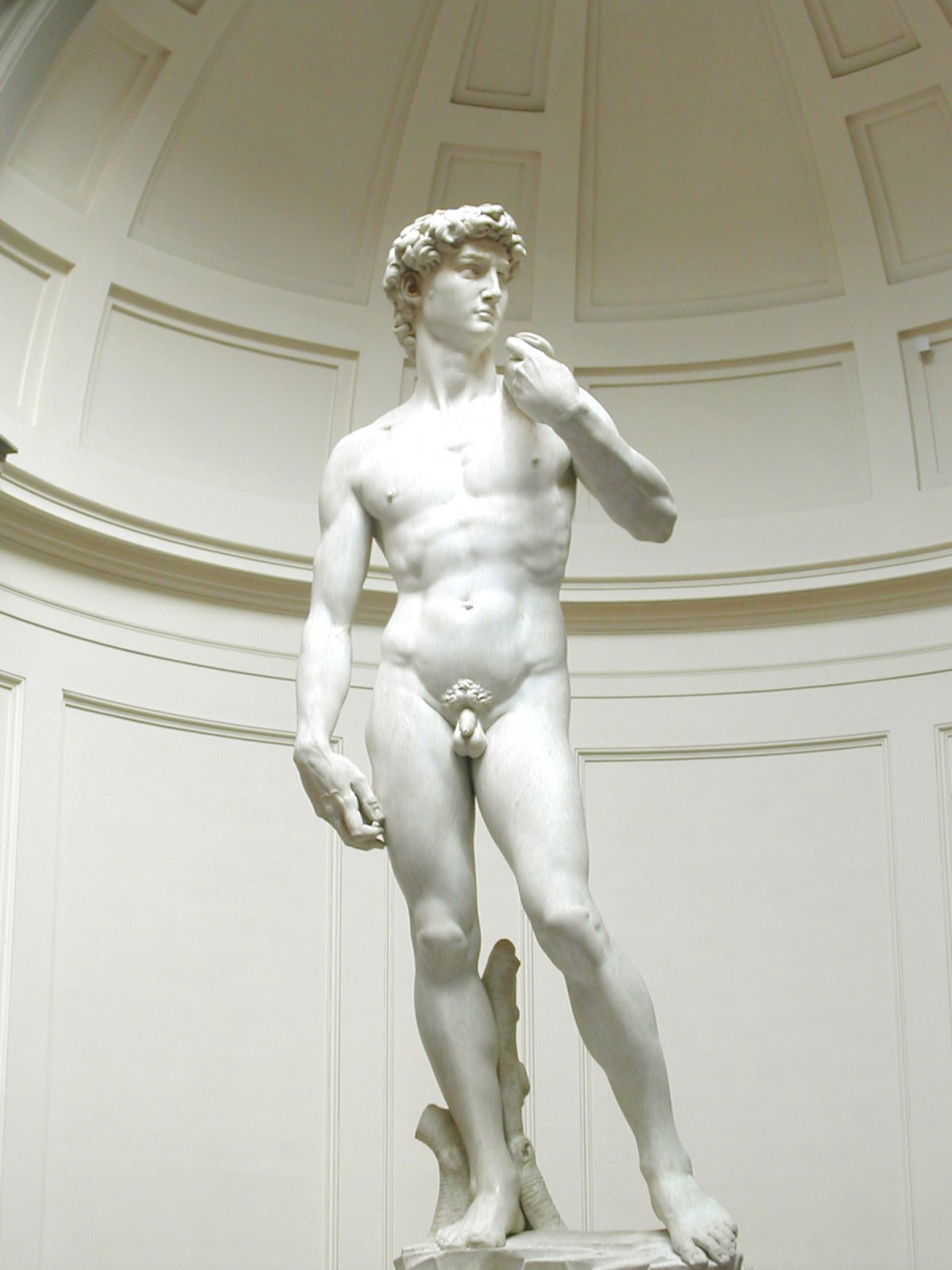
’’David’’ de Michelangelo.

Após o fim do império e a idade média, onde pouco se fez, tivemos algumas esculturas góticas (séculos XII e XIII), basicamente como decoração de igrejas, como a porta da catedral de Chartres, arte fúnebre com suas tumbas elaboradas e as famosas gárgulas.
Tudo pareceu culminar no Renascimento, com mestres como Donatello e seu Davi em bronze, a estátua equestre do Gattamelata ou suas inúmeras esculturas em mármore, abrindo caminho para a obra maior de Michelangelo, com seu magnífico David em mármore, a Pietá, ou Moisés. Provavelmente o David de Florença seja a escultura mais famosa do mundo desde que foi revelada em 8 de setembro de 1504. É um exemplo do contrapposto, estilo de posicionar figuras humanas.
Quando Benvenuto Cellini criou um saleiro em ouro e ébano em 1540, mostrando Netuno e Anfitrite em formas alongadas e posições desconfortáveis, transformou o Naturalismo e criou a obra maior do Maneirismo que em sua forma mais exagerada virou o Barroco, que acrescenta elementos exteriores, como efeitos de iluminação. Bernini foi sem dúvida o mais importante escultor desse período, com obras como O Êxtase de Santa Teresa.
Após os excessos do Barroco, o Neoclassicismo é uma volta ao modelo helenista clássico, antes dos anos confusos do Modernismo, que teve a magnífica obra em bronze do francês Auguste Rodin e seu O Pensador, e depois enterrou a tradição clássica com o Cubismo, o Futurismo, o Minimalismo, as Instalações e a Pop Art.
Algumas das obras de escultura mais famosas são:
- A Vitória de Samotrácia ou Nikké (Vitória em grego);
- Vênus de Milo;
- O Pensador (de Auguste Rodin);
- David (de Michelangelo);
- Moisés (de Michelangelo);
- O Beijo (de Rodin);
- Grupo de Laocoonte.